# Denis Piramus
Denis Piramus, o Denys Pyramus o fins i tot Pyram, fou un monjo benedictí de l'abadia de Bury St. Edmunds, i un escriptor i poeta anglonormand actiu durant la segona meitat del segle xii i començaments del segle xiii.
A la seva obra La vie seint Edmund le Rei (La vida del rei Sant Edmond), hi afirma haver passat gran part de la seva vida com a pecador i que, quan era habitual de la cort, passava el temps versificant sirventesos, cançons, rimes, versos i missatges entre amants. Després d'afirmar que tot això ho feia per ordre del dimoni, declara que a partir d'aquest moment hi renuncia i se'n penedeix i que dedicarà la resta de la seva vida a activitats més dignes d'interès.
Així s'identifica en el pròleg del seu poema:
| « | Jeo ai nun Denis Piramus Les jurs jolis de ma joenesce S'en vunt, si trei jeo a veilesce | » |

Tot i que això és discutit, se li ha atribuït l'autoria del poema Parthénopéus de Blois, escrit cap al 1150, un conte el tema del qual està copiat de la història de Cupido i Psique. Parthénopéus fou posteriorment adaptat, al segle xiii, en una obra de 9000 versos en flamenc occidental, Parthenopeus van Blois, que parla dels amors del rei Clovis (Chlodowech). El segle xix, la història original de Parthénopéus de Blois serví com a base pel libretto d'Alfred Blau Esclarmonde, que posteriorment fou una òpera de Jules Massenet.

## Obra
- La vie seint Edmund le Rei : poema anglonormand del segle XII, Ed. Hilding Kjellman, Ginebra, Slatkine Reprints, 1974